# 广州银行
广州银行是广州市唯一由市政府控股的股份制银行。拥有82个机构网点，1800多名员工，资本金83亿元。总部位于广东省广州市天河区珠江东路30号广州银行大廈。目前，在深圳、南京、佛山、中山、惠州、江门、肇庆、东莞、珠海等地设有分支机构。截至2009年底，总资产1274亿元，存款1130亿元，贷款501亿元
前身是成立於1996年9月11日的廣州城市合作銀行，其經中國人民銀行《關於籌建廣州城市合作銀行的批復》（銀複[1996]216 號）及《關於廣州城市合作銀行開業的批復》（銀複[1996]235 號）核准，由原廣州市 46 家城市信用合作社及廣州市財政局共同發起設立。1998年7月獲准變更為廣州市商業銀行。2009年10月再改為現名。

## 簡史

广州市商业银行时期商标

- 1996年6月17日广州城市合作银行在46家城市信用合作社基础上成立。
- 1998年7月更名为广州市商业银行股份有限公司。
- 2009年9月，广州市商业银行获准更名为广州银行。
- 同年10月取得跨区域经营牌照并计划于2010年在深圳开设首家异地分行。

## 軼事
新中国大厦"百亿非法吸存案"爆出，大部分案犯在1999年归案，2001年广州中院判决，包括时任广州市城市合作银行汇商支行行长许锦龙、广州市城市合作银行穗丰支行行长陈培芝在内的十多名犯罪嫌疑人因非法吸收公众存款罪、挪用资金罪、行贿受贿罪等罪名被判处无期至几年不等的徒刑。